# Joris en de Draak
Joris en de Draak is een hybride race-achtbaan in het Nederlandse attractiepark de Efteling, opgebouwd rond de legende van Sint Joris en de Draak.
De attractie ligt in het themagebied Ruigrijk aan de voormalige Kanovijver, op de plaats van de voormalige Pegasus, die medio 2009 afgebroken is. De attractie is in de zomer van 2010 geopend.

## Geschiedenis

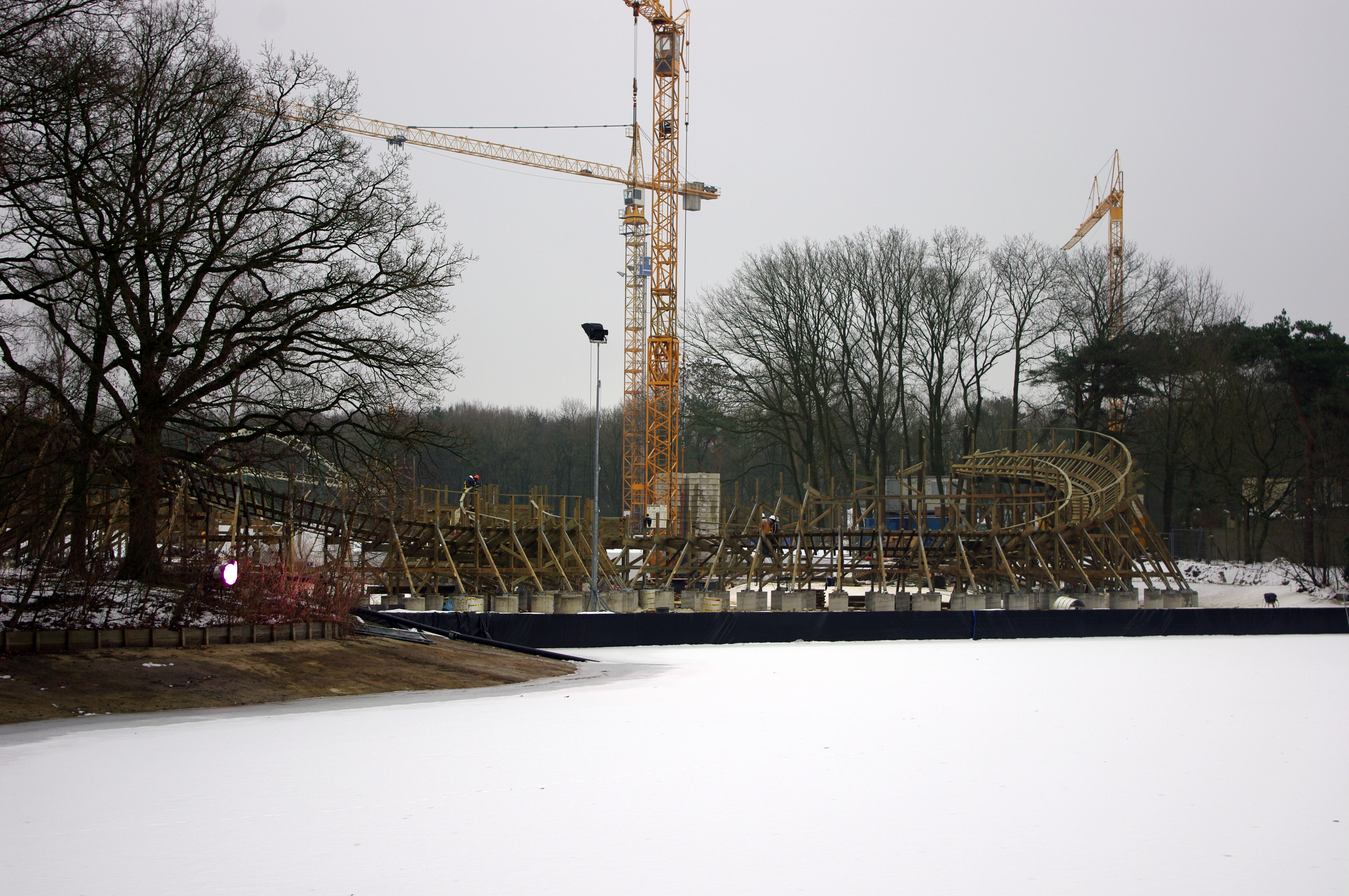
Joris en de Draak in aanbouw

Nadat er al enige tijd geruchten gingen over een mogelijke sluiting van de Pegasus, liet de Efteling in juli 2009 weten dat de Pegasus vervangen zou gaan worden door een dubbele houten achtbaan die de naam Joris en de Draak zou gaan dragen.
Op 8 oktober 2009 publiceerde de gemeente Loon op Zand de bouwaanvraag en een dag later verschenen de bouwtekeningen op internet.
In december 2009 zijn de betonnen pijlers geplaatst en werden de eerste houten constructies zichtbaar. Vanaf 5 januari 2010 zijn de eerste bouwkranen geplaatst en werd er met zo'n 50 man aan de baan gebouwd. Op 3 februari 2010 werd het hoogste punt van de achtbaan bereikt.
Op 11 juni 2010 vonden de eerste testritten plaats. Op 27 juni was het drakenstrijderstoernooi van Nickelodeon in samenwerking met de Efteling, waar de deelnemers streden om de eerste ritten met publiek. Op 28 juni mocht het Eftelingpersoneel een ritje maken en een dag later waren de mensen aan de beurt die een sneakpreview hebben gewonnen met een code, gekregen bij aankoop van een blokje hout van de Pegasus. Op 30 juni was de persopening en sinds 1 juli 2010 is de baan geopend voor alle gasten van het park.
Op 29 juli 2011 werd er een 'testkarretje' bij de ingang van de achtbaan geplaatst. De functie is dat personen met een bepaalde lichaamsbouw kunnen kijken of ze wel in het karretje passen.
Deze was na een periode weer verwijderd voor een wachtrijverlenging op drukke dagen, maar is in december 2013 weer teruggeplaatst.
De grote bocht nabij de Python voor de rails van zowel Water als voor Vuur zijn in 2022 voorzien van een stalen achtbaanrails, de zogenoemde Titan Track van Great Coasters International. Andere baandelen zijn vervangen voor een speciale hardhoutsoort. Door deze nieuwe Titan Track is Joris en de Draak een hybride achtbaan geworden. 

## Achtergrond

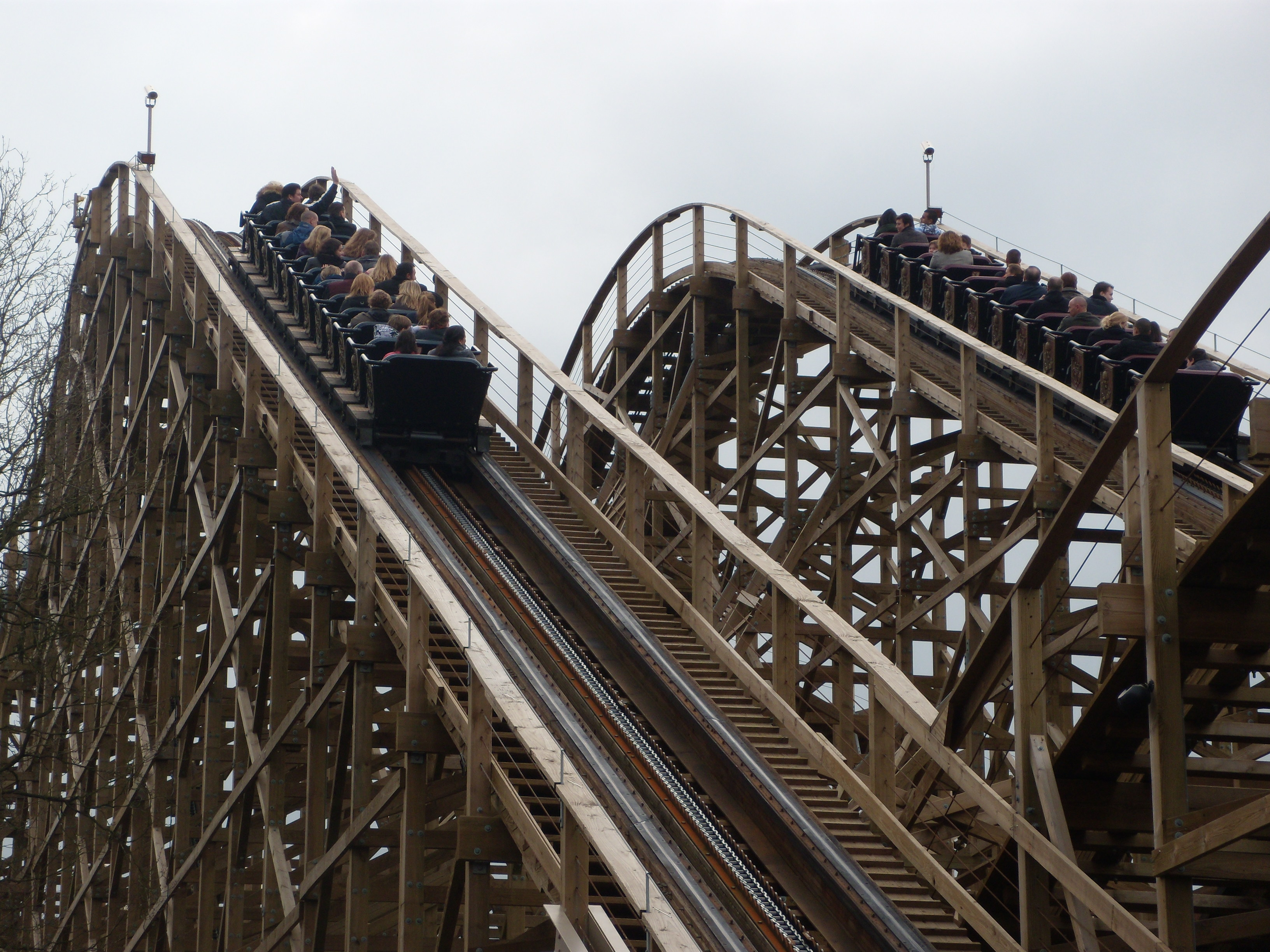
Twee achtbaantreinen worden opgetakeld.

De hoofdontwerper van de achtbaan is Karel Willemen, die eerder al De Vliegende Hollander ontwierp. De bouwer van de baan is Great Coasters International, die in 2007 ook de Troy in Toverland heeft gebouwd. De naam en het thema verwijzen naar de legende van de heilige Joris. In de achtbaan nemen 2 treinen het tegen elkaar op om de draak te verslaan. De ene trein probeert dat met water (blauw), de ander met vuur (rood). De trein die het eerst het finishbord heeft bereikt, wint de strijd. Het finishbord krijgt hierbij de kleur van de winnende trein en in het station gaan boven de winnende trein vlaggen omlaag in deze kleur.
De attractie is 25 meter hoog en de twee banen zijn elk 810 meter lang, met een gezamenlijke capaciteit van 1700 personen per uur. De maximumsnelheid is 75 km/h. Om mee te rijden is een lichaamslengte van ten minste 1,10 meter en begeleiding door een volwassene vereist voor de bakjes in het midden van elke trein.
In de karretjes wordt de gast op zijn plaats gehouden door een gordel en een heupbeugel die gesloten is via een klik-systeem, standaard worden de beugels gecontroleerd door middel van een ruk aan de beugel door een van de werknemers.
Voor de iets wildere rit voor en achter in de trein is de minimumlengte 1 meter 20 en is begeleiding niet verplicht. De baan strekt zich uit vanaf de Python tot aan de waterattractie Piraña. Om de achtbaan in de omgeving in te passen is het wandelpad dat langs de Pegasus liep, vervangen door een nieuw pad, onder de achtbaan door en langs de 9 meter hoge bewegende draak die tussen de banen in het water ligt. Deze draak lijkt de treinen met zijn ogen te volgen als zij door de baan gaan. Af en toe spuwt de draak vuur, wanneer een trein van de waterbaan voorbij komt. De andere trein, die op de vuurbaan rijdt, wordt bestreden door de in het water spetterende staart van de draak.
Indien het gevroren heeft kan het zijn dat de attractie later opent. Dit komt doordat het staal van de baan daaronder lijdt en omdat de wielen van de treinen dan niet netjes over de baan kunnen rijden. Daarnaast zet het hout uit, waardoor het niet zijn normale veerkracht heeft. Het risico bestaat, dat er door de krachten van de trein houten balken of planken springen.

## Trivia

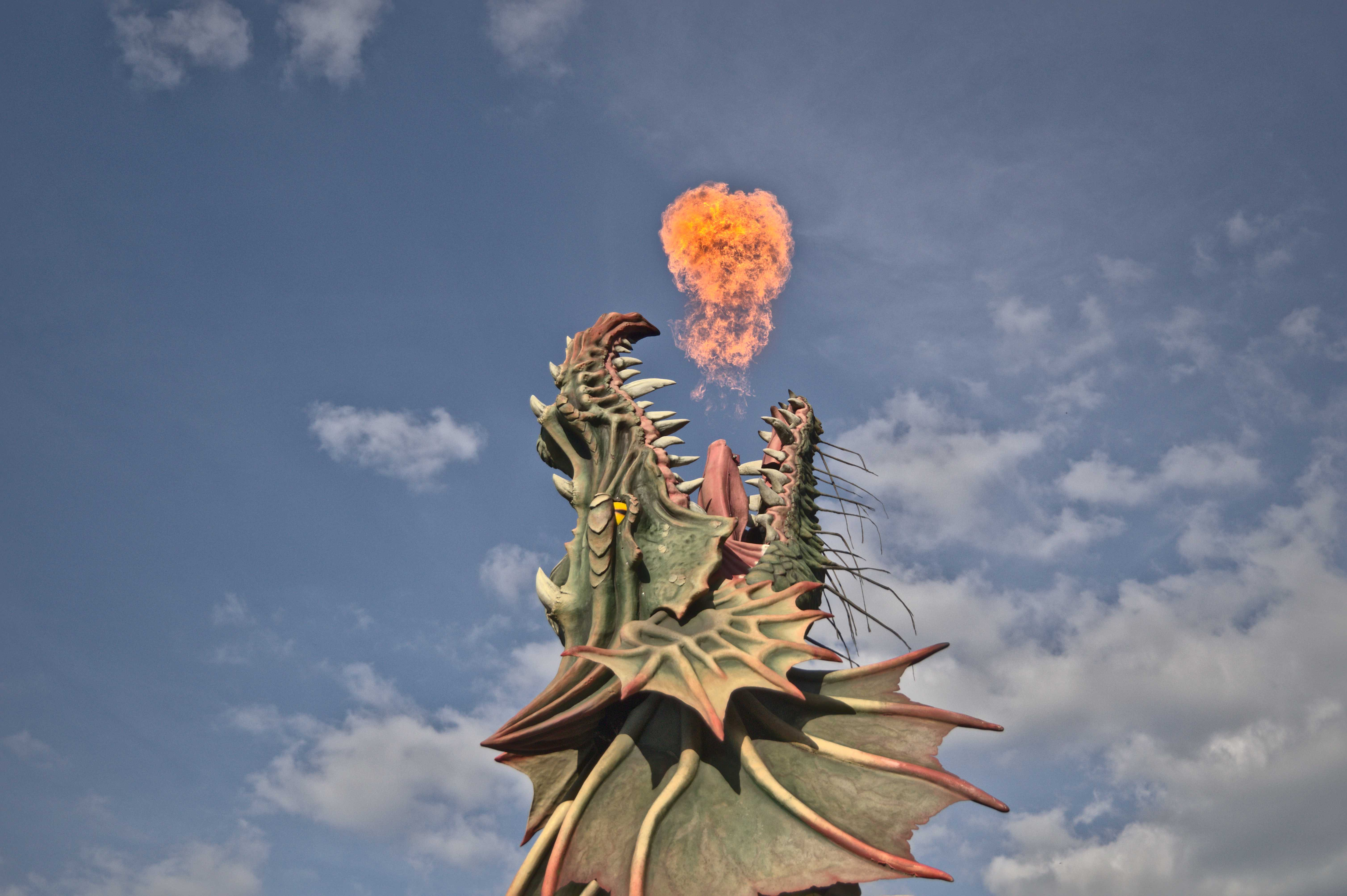
Draak Edna

Edna, de draak, die tijdens de ritten vuur spuwde en bewoog, stond sinds 2018 stil. Eind 2022 werd de draak opgeknapt. Hoewel ze niet langer vuur- en watereffecten had, konden haar nek en ogen weer bewegen en kwam uit haar neus weer rook en kon men haar horen grommen.